# キム・ジャギー
キム・ジャギー（フランス語: Kim Jaggy、1982年11月14日 - ）は、ハイチとスイスの元サッカー選手。元ハイチ代表。現役時代のポジションはMFもしくはDF。

## クラブ歴
スイスのヴァレー州に生まれ、グラスホッパー・クラブ・チューリッヒで1999-2000シーズンに選手となった。2007年夏にエールディヴィジのスパルタ・ロッテルダムに2年契約で移籍。2009年に余剰戦力と見做されて契約が更新されずに放出されると、ギリシャ・スーパーリーグのシュコダ・クサンティFCに加入した。
2011年7月19日にFCヴィル1900に移籍。2013年に下部組織時代に在籍したFCアーラウにレンタル移籍すると翌年完全移籍をした。

## 代表歴
年代別代表では出生国であるスイスを選択していたが、A代表ではハイチを選択した。
A代表初出場は2011年10月7日に行われた2014 FIFAワールドカップ・北中米カリブ海1次予選のアメリカ領ヴァージン諸島代表戦であった。

## タイトル
グラスホッパー
- スイス・スーパーリーグ: 2000-01, 2002-03